# Haszonnövények listája
A haszonnövények azok a növények, amelyek az ember számára értéket jelentenek. Lehetnek termesztettek vagy vadontermők (pl. gombák, gyógynövények).

## Étkezési növények

### Gabonák
Árpa, búza, cirok, köles, kukorica, rizs, rozs, teff, zab.

### Álgabonák
Amaránt, chia, hajdina, kinoa.

### Zöldségek

#### Hüvelyesek
Bab, lencse, sárgaborsó, szója, zöldborsó.

#### Egyéb zöldségek
Articsóka, brokkoli, burgonya, cékla, csemegekukorica, csicsóka, feketegyökér, hagyma, karalábé, karfiol, káposzta, kelbimbó, kerti saláta, kínai kel, padlizsán, paprika, paradicsom, paraj, pasztinák, petrezselyem (fehérrépa), rebarbara, retek, spárga, sárgarépa, sóska, tomatillo, tök, uborka, zeller.
Gyakran a zöldségek közé sorolják az ehető gombákat is, bár ezek tudományos szempontból nem tartoznak a növények közé.

### Gyümölcsök

#### Mérsékelt égövi gyümölcsök

##### Termesztett gyümölcsök
- Húsos gyümölcsök: alma, birs, cseresznye, egres, eper, faeper, földicseresznye, görögdinnye, kajszibarack, kivi, kopasz kivi (weiki), körte, málna, meggy, naspolya, nektarin, őszibarack, ribizli, ringló, sárgadinnye, szeder, szilva, szőlő
- Csonthéjas magvak: dió, mandula, pisztácia, szelídgesztenye

##### Vadgyümölcsök
- Húsos gyümölcsök: berkenye, csipkebogyó (vadrózsa), erdei szamóca, fekete áfonya,  fekete bodza, feketeribizli, galagonya, hamvas szeder, homoktövis, kökényszilva, közönséges boróka, madárberkenye, som, tőzegáfonya, vadcseresznye (madárcseresznye), vadalma, vadkörte, vadszeder, vörös áfonya
- Csonthéjas magvak: közönséges mogyoró, vérmogyoró

#### Déligyümölcsök
- Húsos gyümölcsök: acai, ananász, avokádó, banán, citrom, datolya, édes granadilla, füge, grépfrút (grape fruit), gránátalma, jujuba, kaktuszfüge, kaktuszgyümölcs, közönséges földicseresznye, kuruba, licsi, lime (zöldcitrom), mandarin, mangó, maracuja, narancs, naranjilla, óriás passiógyümölcs, papája, perui földicseresznye, pomelo, rambután, tojásdinnye
- Csonthéjas magvak: kesudió, kókusz

### Fűszernövények
Angelikafű, angosztúra, angyalgyökér, ánizs, áfonya, babér, bazsalikom, berkenye, bodza, boróka, borágó, bors, borsikafű, borsmenta, cikória, curry, csillagánizs, édesgyökér, édeskömény, fahéj, fehér üröm, fekete üröm, fekete nadálytő, fodormenta, fokhagyma, fűszerkömény, fűszerpaprika, galangal, görögszéna, gyömbér, illatos ibolya, izsópfű, kakukkfű, kardamomi mag, kaszkarilla, kökény, körömvirág, kapor, kapribogyó, kálmos, koriander, kurkuma, levendula, lestyán, mák, majoránna, metélőhagyma, mézga, métellevél, mustármag, nőszirom, rebarbara, rozmaring, rómaikömény, szarvasgomba, szegfűbors, szegfűszeg, szerecsendió, szezám, szurokfű (vadmajoránna, oregánó), sáfrány, sáfrányos szeklice, szömörce, tárkony, torma, turbolya, vadrózsa, vanília, vasfű, vöröshagyma, zsálya.

### Egyéb fogyasztható növények
Aaszat, bakszakáll, ballagófű, bojtorján, bojtorjánsaláta, borbálafű, csalán, csorbóka, deréceveronika, fehér libatop, fehérhere, földimogyoró, galambbegysaláta, habszegfű, kakaó, kányabangita, kányazsombor, kávécserje (kávébab), kerekrepkény, kerti laboda, keserűfű, kóladió, mák, medvehagyma, medvetalp, nadálytő, napraforgó, olajfa (olajbogyó), őzsaláta, parajlibatop, pásztortáska, pereszke, podagrafű, gyermekláncfű (pongyola pitypang), porcsin, ragadós galaj, feketefenyő (fenyőmag), repcsényretek, susulyka, sziksófű, tarlórépa, tengeri kömény, tyúkhúr, vadkáposzta, vadpasztinák, vadrepce, vérfű, vízi menta, orvosi vízitorma, vöröshere, zsázsa.

## Ipari növények
Cukornád, cukorrépa, dohány, gyékény, gyapot, juta, kender, komló, len, repce, szentjánoskenyérfa.

## Gyógynövények
Akácvirág, angelikafűgyökér, angyalgyökér, aranyvesszőfű, anyarozs, áfonyabogyó és -levél, ánizs mag, árnikalevél, árvacsalán (árvacsalánfű) levél és gyökér, árvácskafű, babhüvely (babhéj), bazsalikom (bazsalikomfű), beléndek, benedekfű, bengekéreg, bodzabogyó, gyökér, és virág, bojtorjángyökér, borókabogyó, borsmenta levél, cickafarkfű, citromfű levél, csalángyökér és levél, csabaíre (csabafű), csillagánizs, csipkebogyó, diólevél, erdei mályva, ezerjófű, édesgyökér, édeskömény, fagyöngy levél fecskefű, fehérmályvagyökér és levél, fehér üröm, fekete üröm, fekete ribizli és levél, fehérárvacsalán, fodormentalevél, füstikefű, fűzfakéreg, és levél, füzike, galagonyabogyó és virág, gyermekláncfű gyökér, levél, és virágszár, gyömbérgyökér, gyöngyviráglevél, gyűszűvirág, hársfavirág, ibolyagyökér, iglicgyökér, izlandi zuzmó, izsópfű, japán rózsa, kakukkfű, kálmosgyökér, kankalingyökér, kaporlevél és mag, kaszkarillakéreg, komlóvirágzat, koriandermag, kőrisfalevél, kökénybogyó és virág, körömvirág, kálmosgyökér, kukoricahaj, lapugyökér, legyezőfű, lenmag, lestyángyökér, levendula, libapimpófű, macskagyökér, martilapu, mákgubó, maszlag, meténg, mezei katáng, Molyhos ökörfarkkóró, nadragulya, nyárfarügy, nyírfalevél, olajfűzlevél, orbáncfű, orvosi székfű (kamilla), orvosi zilíz, őszi kikerics, papsajtlevél, parlagi ligetszépe, pasztinákgyökér, pemetefű, petrezselyemgyökér és levél, pipacs, porcikafű, porcsinfű, pásztortáska (pásztortáskafű), rebarbaralevélnyél és gyökér, ribizli, ricinusmag, rozella, rozmaringlevél, római kamilla, rózsalevél és virágszirom, sáfrányvirágbibe, sáfrányos szeklicevirág, sasfű, sóskaborbolya, szagos müge, szamócalevél, szappanfű, szarkalábvirág, szederlevél, szegfűbors, szegfűszegvirágbimbó, szentjánoskenyérfa, szurokfű virágzó hajtása, szúrós gyöngyajakfű, tavaszi hérics, tarackgyökér, tárkonylevél, tárnicsgyökér, tormagyökér és levél, tisztesfű, turbolya, tyúkhúr (tikhúr), tüdőlevél, kocsányos tölgyfakéreg, lándzsás útifű mag és levél, ürömfű, vadgesztenye, varjúháj, vasfű friss hajtása, veronikafű, vérontófű, vidrafű és levél, vörös acsalapu, zellergyökér és -levél, zsurló, zsályalevél, zsidócseresznye.